# خربة الدوير
خربة الدوير هي إحدى القرى اللبنانية من قرى قضاء صيدا في محافظة الجنوب.
وهي غير قرية (خربة الدوير) الواقعة في قضاء حاصبيا.

## الاسم
==عائلاتها= السهيل / الامين